# Балкон

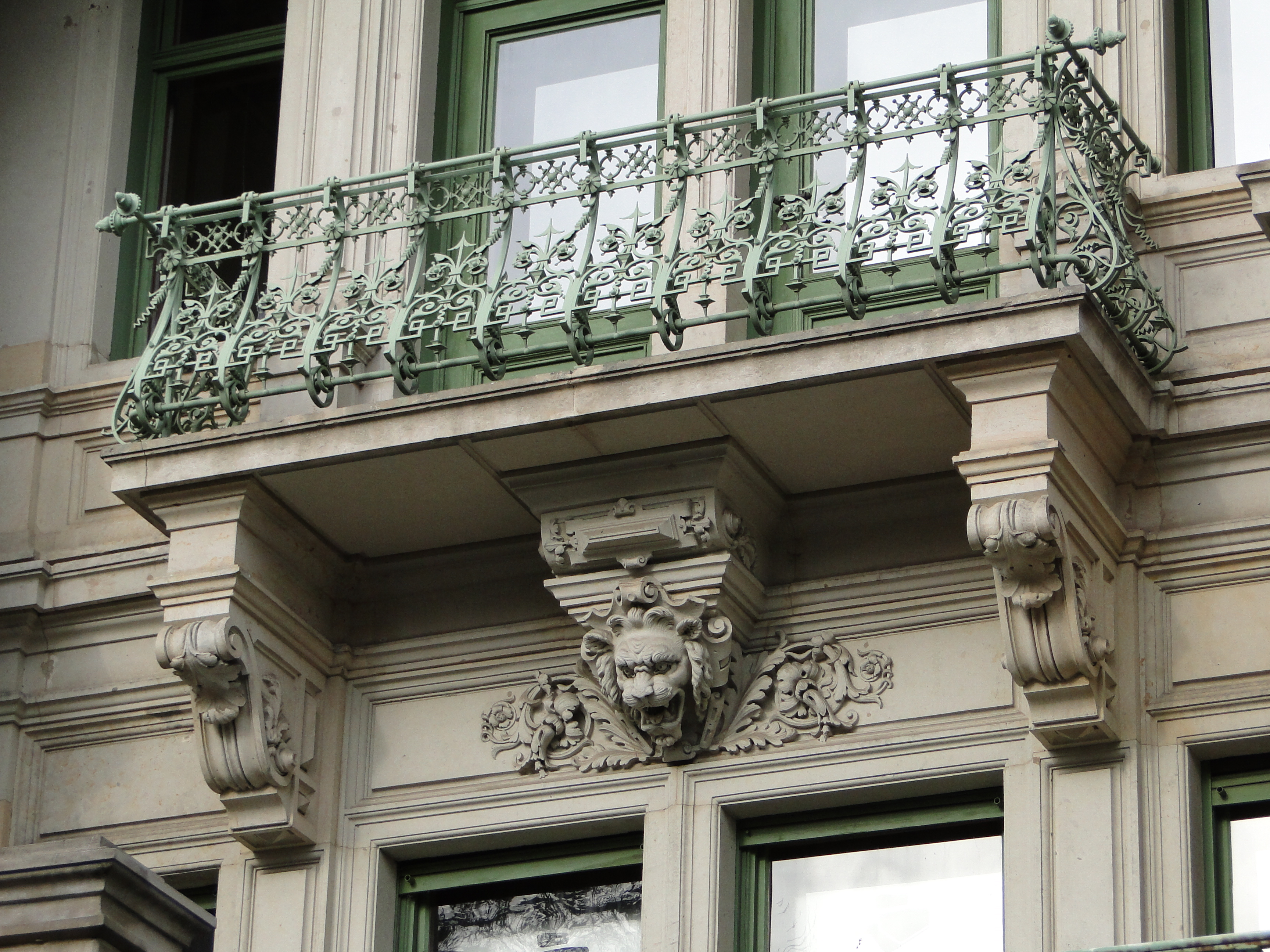
Балкон в Дрездене (Германия)

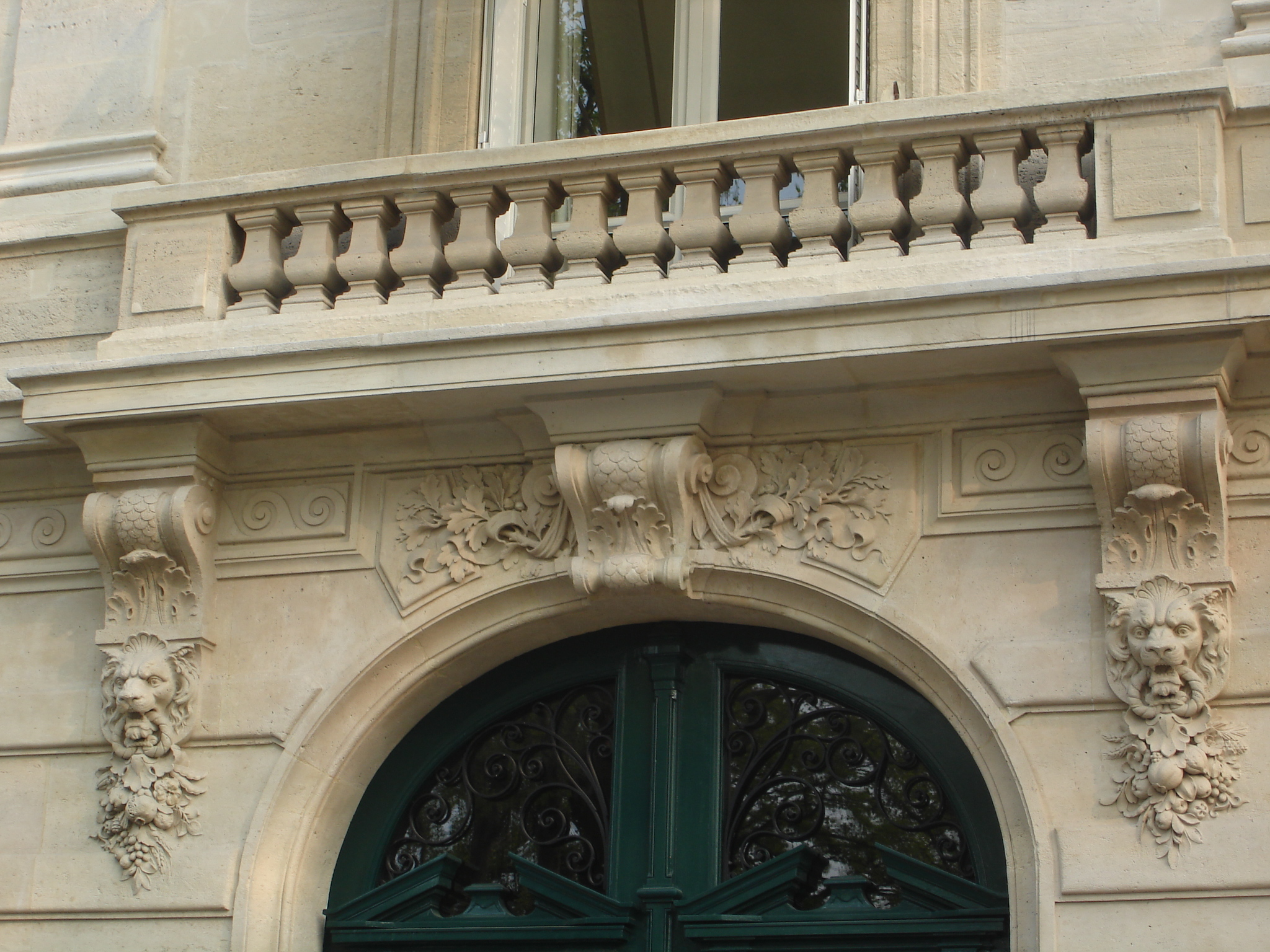
Неоклассический балкон в Париже

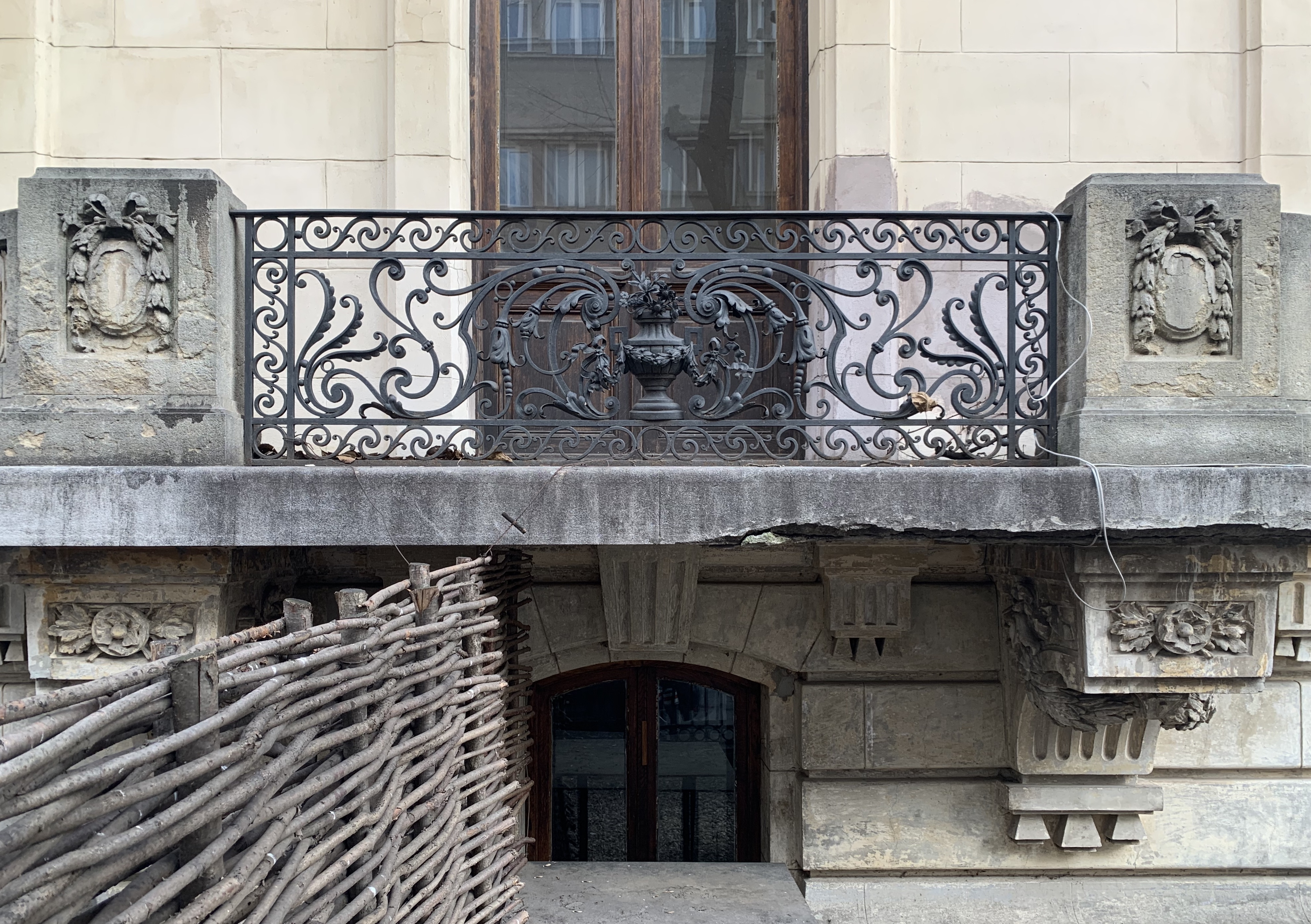
Балкон в Бухаресте (Румыния)

Балко́н (итал. balcone от лат. balcus «балка») в архитектуре — разновидность террасы: площадка с перилами, укреплённая на выступающих из стены балках или над выступом нижнего этажа. Современные модели выступают из плоскости стены фасада здания в виде ограждённой площадки. Бывают, как правило, открытыми и неотапливаемыми, хотя встречаются закрытые, остеклённые и утеплённые варианты.
Также балконом именуется часть зрительного зала, нависающая над партером.

## Определение термина
Согласно действующим строительным нормам и правилам, балкон — «неотапливаемое помещение в виде выступающей из плоскости стены фасада огражденной площадки», он может иметь покрытие и быть остеклённым. При наличии покрытия и остекления балкон имеет ограниченную глубину, взаимосвязанную с освещением помещения, к которому примыкает. В отличие от веранды, площадь балкона не входит в кадастровую площадь помещения.
Балкон является самостоятельным элементом здания, от лоджии он отличается тем, что выступает за границу фасада, тогда как лоджия углублена в комнату(ы).

## Конструкция
Несущей частью балкона в современных зданиях, согласно ГОСТ, является консольная железобетонная плита, горизонтально выступающая из плоскости стены. Эта плита воспринимает нагрузки конструкций балкона, и у каждого балкона такая плита своя.
Также балкон может располагаться на балочной плите (закреплённой одним концом в стене и опирающейся на балки или другие конструктивные элементы).